# Малките шантави рисунки
„Малките шантави рисунки“ (на английски: Baby Looney Tunes) е анимационен детски телевизионен сериал, изобразяващ малки версии на героите на „Шантави рисунки“ (Looney Tunes), продуциран е от Warner Bros. Animation. Сериалът се фокусира върху реални проблеми и морал, с които децата могат да се свържат, като споделяне, разбиране на емоции и игра с други. Бебетата на „Шантави рисунки“ за първи път живеят с Бабата, но започвайки от четвъртия сезон, се грижат от детегледача Флойд, племенникът на Бабата.
Премиерата беше представена като пълна поредица на 3 юни 2001 г. и се излъчваше по станциите на WB от 2001 до 2003 г. Сериалът се премести в Cartoon Network през 2004 г., където остана до края на 16 октомври 2006 г. Излъчват се повторения на Cartoon Network от 2006 до 2010 г. Произведени са 53 епизода. Шоуто е първата анимационна поредица за предучилищна възраст от Warner Bros. Animation.
През 2003 г. бяха създадени поредица от куклени филми с директно към видео, насочени към бебета и малки деца. Издадени са два филма, „Малките шантави рисунки: Музикални приключения“ (Baby Looney Tunes: Musical Adventures) и „Малките шантави рисунки: Приключения в задния двор“ (Baby Looney Tunes: Backyard Adventures), с участието на същия озвучаващ състав като от телевизионния сериал. Филмите никога не са издавани на DVD. Въпреки това „Малките шантави рисунки: Музикални приключения“ (Baby Looney Tunes: Musical Adventures) стават достъпен по-късно на HBO Max.

## „Малките шантави рисунки“ в България
В България сериалът е излъчен по GTV през 2008 г., преведен като „Шантави рисунки“ с български дублаж. Ролите се озвучават от Живка Донева, Георги Манев и Даниела Горанова. Режисьор на дублажа първоначално е Поля Цветкова - Георгиу, а след това е Кирил Бояджиев.
Сериалът се излъчва по локалната версия на Boomerang от 2011 г. на английски. От 28 февруари 2022 г. започва излъчване на български, преведен като „Малките шантави рисунки“, като дублажът е на Про Филмс.
Синхронен дублаж
| Роля              | Изпълнител         |
| ----------------- | ------------------ |
| Малкият Бъгс Бъни | Ана-Мария Лалова   |
| Малката Лола Бъни | Радослава Стоянова |
| Малкият Дафи Дък  | Петър Бонев        |
| Малката Мелиса    | Цветелина Николова |
| Малката Петуния   | Ива Стоянова       |
| Малкият Таз       | Веселин Петров     |
| Малкият Силвестър | Явор Караиванов    |
| Малкият Туити     | Татяна Етимова     |
| Баба              | Василка Сугарева   |

| Обработка           | Студио „Про Филмс“  |
| ------------------- | ------------------- |
| Режисьор на дублажа | Евгения Ангелова    |
| Преводач            | Цветелина Атанасова |

От 8 март 2022 г. е достъпен и в HBO Max с дублажа на „Про Филмс“.